# Coupe de Luxembourg 2018-2019
La Coppa di Lussemburgo 2018-2019 è stata la 94ª edizione della coppa nazionale lussemburghese. La competizione è iniziata il 5 settembre 2018 e si è conclusa il 26 maggio 2019. Il RU Luxembourg era la squadra campione in carica. L'F91 Dudelange ha vinto il torneo per l'ottava volta nella sua storia.

## Formula
Alla coppa prendono parte le squadre delle prime cinque serie. I club della massima divisione entrano nella competizione a partire dal Secondo turno. Tutti i turni si disputano in gare di sola andata.

## Turno preliminare
| Squadra 1                     | Risultato         | Squadra 2         |
| ----------------------------- | ----------------- | ----------------- |
| 5 settembre 2018              |                   |                   |
| Schengen                      | 1 − 2             | Oberkorn          |
| Les Aiglons Dalheim           | 2 − 2 (10-11 dtr) | Jeunesse Gilsdorf |
| Olympia Christnach Waldbillig | 4 − 1             | Vinesca Ehnen     |
| Kischpelt Wilwerwiltz         | 2 − 9             | Jeunesse Biwer    |

## Primo turno
| Squadra 1                     | Risultato   | Squadra 2                       |
| ----------------------------- | ----------- | ------------------------------- |
| 7 settembre 2018              |             |                                 |
| Alliance Äischdall            | 2 − 1       | Grevenmacher                    |
| 9 settembre 2018              |             |                                 |
| Luna Obercorn                 | 1 − 3       | Union 05 Kayl-Tétange           |
| Colmar-Berg                   | 3 − 1       | Rupensia Lusitanos - Larochette |
| Tricolore Gasperich           | 1 − 3       | Moutfort/Medingen               |
| Brouch                        | 1 − 9       | Bastendorf                      |
| Bourscheid                    | 5 − 4       | Noertzange HF                   |
| Résidence Walferdange         | 2 − 4       | Jeunesse Useldange              |
| Biekerech                     | 0 − 11      | Blo-Weiss Medernach             |
| Minière Lasauvage             | 2 − 3       | Schouweiler                     |
| Claravallis Clervaux          | 1 − 6       | Berdenia Berbourg               |
| Munsbach                      | 0 − 6       | Cebra 01                        |
| Hosingen                      | 2 − 3 (dts) | Koerich/Simmern                 |
| Heiderscheid/Eschdorf         | 3 − 4       | Orania Vianden                  |
| Racing Troisvierges           | 0 − 2       | Wincrange                       |
| Kopstal 33                    | 0 − 7       | Sporting Bertrange              |
| Blo Weiss Itzig               | 3 − 0       | Boevange/Attert                 |
| Reisdorf                      | 0 − 4       | Excelsior Grevels               |
| Folschette                    | 0 − 3       | Young Boys Diekirch             |
| Les Ardoisiers Perlé          | 1 − 0       | Avenir Beggen                   |
| Minerva Lintgen               | 5 − 1       | Sporting Mertzig                |
| Clemency                      | 2 − 5       | Bettembourg                     |
| Ehlerange                     | 0 − 2       | Union Remich/Bous               |
| Sanem                         | 6 − 4 (dts) | Marisca Miersch                 |
| Red Boys Aspelt               | 0 − 3       | Syra Mensdorf                   |
| Daring Echternach             | 5 − 0       | Pratzerthal-Redange             |
| Luxembourg-Porto              | 0 − 1       | Steinfort                       |
| Green Boys                    | 1 − 3       | Norden 02                       |
| Feulen                        | 3 − 0       | Rambrouch                       |
| Red Black-Egalité             | 1 − 2       | Jeunesse Schieren               |
| Ell                           | 0 − 5       | Jeunesse Biwer                  |
| Oberkorn                      | 5 − 3       | Berdorf-Consdorf                |
| Olympia Christnach Waldbillig | 1 − 9       | Yellow Boys                     |
| Jeunesse Gilsdorf             | 2 − 4       | Kehlen                          |
| Red Star Merl                 | 0 − 4       | Mondercange                     |
| Schifflange 95                | 2 − 1       | Lorentzweiler                   |
| 12 settembre 2018             |             |                                 |
| The Belval Belvaux            | 0 − 4       | Alisontia Steinsel              |

## Secondo turno
| Squadra 1            | Risultato   | Squadra 2                  |
| -------------------- | ----------- | -------------------------- |
| 21 settembre 2018    |             |                            |
| Syra Mensdorf        | 2 − 3       | Erpeldange 72              |
| 22 settembre 2018    |             |                            |
| Berdenia Berbourg    | 0 − 3       | Jeunesse Esch              |
| Steinfort            | 0 − 1       | Victoria Rosport           |
| Koerich/Simmern      | 2 − 7       | Atert Bissen               |
| Jeunesse Biwer       | 0 − 4       | Muhlenbach                 |
| 23 settembre 2018    |             |                            |
| Colmar-Berg          | 0 − 4       | UT Pétange                 |
| Wincrange            | 0 − 6       | Käerjeng 97                |
| Alisontia Steinsel   | 0 − 1       | Rodange 91                 |
| Alliance Äischdall   | 4 − 3       | Jeunesse Junglinster       |
| Bastendorf           | 1 − 10      | Etzella Ettelbruck         |
| Bettembourg          | 0 − 7       | Racing Club Luxemburg      |
| Blo Weiss Itzig      | 1 − 7       | Fola Esch                  |
| Blo-Weiss Medernach  | 2 − 4 (dts) | Koeppchen Wormeldange      |
| Bourscheid           | 2 − 0       | Excelsior Grevels          |
| Sanem                | 1 − 3       | Tetange                    |
| Cebra 01             | 3 − 0       | Yellow Boys                |
| Young Boys Diekirch  | 2 − 4       | Jeunesse Canach            |
| Daring Echternach    | 0 − 4       | R.M. Hamm Benfica          |
| Jeunesse Schieren    | 3 − 6       | Swift Hesperange           |
| Les Ardoisiers Perlé | 1 − 4 (dts) | Sandweiler                 |
| Minerva Lintgen      | 0 − 4       | Hostert                    |
| Mondercange          | 0 − 1       | US Esch                    |
| Norden 02            | 1 − 2       | Differdange 03             |
| Oberkorn             | 1 − 5       | Union Mertert Wasserbillig |
| Orania Vianden       | 0 − 7       | Mondorf                    |
| Schifflange 95       | 1 − 4       | Mamer 32                   |
| Schouweiler          | 0 − 6       | Wiltz 71                   |
| Moutfort/Medingen    | 2 − 3       | Sporting Bertrange         |
| Union Remich/Bous    | 0 − 1       | Rumelange                  |
| Jeunesse Useldange   | 1 − 6       | UNA Strassen               |
| Kehlen               | 1 − 7       | F91 Dudelange              |
| Feulen               | 1 − 4       | Progrès Niedercorn         |

## Sedicesimi di finale
| Squadra 1                  | Risultato       | Squadra 2             |
| -------------------------- | --------------- | --------------------- |
| 27 ottobre 2018            |                 |                       |
| Bourscheid                 | 1 − 16          | Fola Esch             |
| Käerjeng 97                | 0 − 5           | Jeunesse Esch         |
| 28 ottobre 2018            |                 |                       |
| Cebra 01                   | 0 − 2           | Etzella Ettelbruck    |
| Erpeldange 72              | 2 − 6 (dts)     | R.M. Hamm Benfica     |
| US Esch                    | 2 − 1 (dts)     | UT Pétange            |
| Mamer 32                   | 0 − 1           | Muhlenbach            |
| Swift Hesperange           | 1 − 3           | Mondorf               |
| Jeunesse Canach            | 0 − 2           | Atert Bissen          |
| Union Mertert Wasserbillig | 5 − 1           | Koeppchen Wormeldange |
| Progrès Niedercorn         | 1 − 0           | Hostert               |
| Racing Club Luxemburg      | 2 − 2 (4-5 dtr) | Differdange 03        |
| Rodange 91                 | 1 − 1 (8-9 dtr) | Victoria Rosport      |
| Sandweiler                 | 0 − 6           | F91 Dudelange         |
| Sporting Bertrange         | 3 − 2           | Alliance Äischdall    |
| Tetange                    | 1 − 1 (3-4 dtr) | Wiltz 71              |
| Rumelange                  | 1 − 4           | UNA Strassen          |

## Ottavi di finale
| Squadra 1          | Risultato   | Squadra 2                  |
| ------------------ | ----------- | -------------------------- |
| 9 dicembre 2018    |             |                            |
| F91 Dudelange      | 2 − 1       | Fola Esch                  |
| Wiltz 71           | 0 − 2       | Victoria Rosport           |
| R.M. Hamm Benfica  | 2 − 4       | Progrès Niedercorn         |
| US Esch            | 1 − 2 (dts) | UNA Strassen               |
| Etzella Ettelbruck | 1 − 0       | Jeunesse Esch              |
| Mondorf            | 2 − 1       | Differdange 03             |
| Sporting Bertrange | 1 − 3 (dts) | Union Mertert Wasserbillig |
| 17 febbraio 2019   |             |                            |
| Muhlenbach         | 1 − 0       | Atert Bissen               |

## Quarti di finale
| Squadra 1                  | Risultato       | Squadra 2          |
| -------------------------- | --------------- | ------------------ |
| 3 aprile 2019              |                 |                    |
| Union Mertert Wasserbillig | 2 - 0           | Victoria Rosport   |
| F91 Dudelange              | 3 - 2 (dts)     | Mondorf            |
| Etzella Ettelbruck         | 1 - 1 (7-6 dtr) | UNA Strassen       |
| Muhlenbach                 | 0 - 3           | Progrès Niedercorn |

## Semifinali
| Squadra 1                  | Risultato | Squadra 2          |
| -------------------------- | --------- | ------------------ |
| 24 aprile 2019             |           |                    |
| F91 Dudelange              | 3 – 1     | Progrès Niedercorn |
| Union Mertert Wasserbillig | 0 – 3     | Etzella Ettelbruck |

## Finale
| Lussemburgo 26 maggio 2019, ore 17:00 CEST                                                  | F91 Dudelange | 5 – 0 referto | Etzella Ettelbruck | Stadio Josy Barthel |
| \| \| \| \| \| Couturier 55’ Turpel 59’ Jordanov 66’ Stolz 69’ Perez 88’ \| Marcatori \| \| |               |               |                    |                     |
|                                                                                             |               |               |                    |                     |
| Couturier 55’ Turpel 59’ Jordanov 66’ Stolz 69’ Perez 88’                                   | Marcatori     |               |                    |                     |